# Guido Balzarini
Guido Balzarini (ur. 21 października 1874 w Arrone, zm. 18 kwietnia 1935 w Rzymie) – włoski szermierz, złoty medalista olimpijski.
Na igrzyskach olimpijskich w Paryżu w 1924 roku Włosi w składzie: Oreste Puliti, Oreste Moricca, Marcello Bertinetti, Giulio Sarrocchi, Renato Anselmi, Guido Balzarini, Bino Bini i Vincenzo Cuccia zwyciężyli w szabli drużynowej. W turnieju indywidualnym nie startował. Był to jego jedyny występ olimpijski.
Nie zdobył medalu mistrzostw świata.